# Alfonso Froilaz
Alfonso Froilaz, detto il gobbo (el Jorobado). Alfonso anche in spagnolo e in asturiano, Alfons, in catalano e Afonso in portoghese e in galiziano (911 circa – 933 circa),  fu re titolare di León dal 925 al 932, ma fu re effettivo solo per poche settimane, nel 925, e poi re della sola Galizia dal 925 al 926; dopo si ritirò nelle Asturie, che governò, con il titolo di re, sino al 932.

## Origine
Alfonso, secondo il Chronicon de Sampiri, era il figlio primogenito del re delle Asturie e poi re del León Fruela II e di Munia (Nunilo) Jimémez, figlia del Co-Regnante di Pamplona,Jimeno II Garcés di Navarra, che, secondo il codice di Roda, era il figlio secondogenito del co-regnante e poi reggente di Pamplona García II Jiménez e della sua seconda moglie, Dadildis di Pallars, sorella del Conte di Ribagorza e di Pallars Raimondo I, nipote del conte Raimondo I di Tolosa.

Fruela II delle Asturie, secondo il Chronicon de Sampiri, era il figlio terzogenito del re delle Asturie Alfonso III il Grande e di Jimena Garcés (848-912), che molto probabilmente, anche se il Codice di Roda non la elenca tra i figli di García I, era figlia del re di Pamplona García I Íñiguez, come viene confermato dalla Historia del Real Monasterio de Sahagún e della prima moglie Urraca, che secondo alcune fonti, tra cui lo storico Jaime de Salazar y Acha, era la figlia di Musà ibn Musà ibn Fortún, il capofamiglia dei Banu Qasi. Ma secondo altre fonti era di stirpe reale: Rodrigo Ximénez de Rada, vescovo di Toledo e storico, scrisse che García sposò "Urracam, de Regio semine".
Lo storico genealogista basco Jean de Jaurgain (1842–1920), nel suo la Vasconie, interpretò la frase (Urracam, de Regio semine), nel senso che anche Urraca discendeva dalla stirpe ducale di Guascogna ed era figlia di Sancho II.

## Biografia
Nel 925, alla morte del padre, gli succedette sul trono unificato di Leon; dopo poche settimane però i cugini figli di Ordoño II, Sancho Ordóñez e Alfonso Ordóñez, cessato di combattersi tra di loro, come riporta lo storico Rafael Altamira lo attaccarono perché vantavano maggiori diritti in quanto erano stati spodestati dal loro zio, il padre di Alfonso. Alfonso Ordóñez, anche con l'aiuto del suocero, il re di Navarra Sancho I, come riporta la Storia della Bardulia, divenne il nuovo re del León, assumendo il numerale IV, non considerando il breve periodo di regno di Alfonso Froilaz.

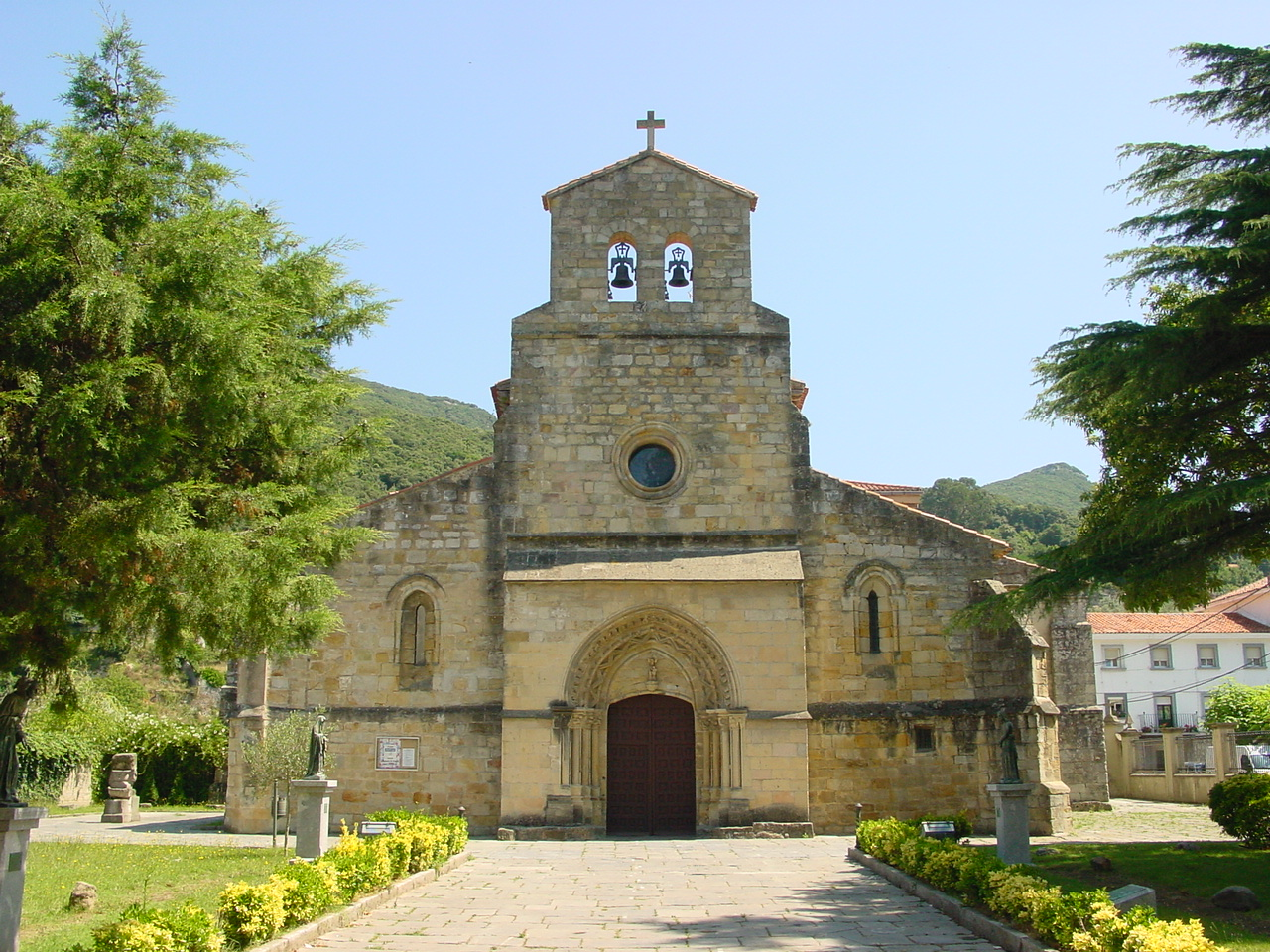
Monastero di Santa María del Puerto a Santoña, che si trovava nel territorio governato da Alfonso tra il 926 ed il 932

Una volta battuto, pur continuando a proclamarsi re del León, si ritirò in Galizia e poco dopo fu costretto a ritirarsi nelle Asturie, dove governò con il titolo di re, mentre sul trono di Galizia saliva Sancho Ordóñez, che concedette la parte meridionale del regno al fratello Ramiro.

Secondo il Diccionario biográfico español, Real Academia de la Historia Alfonso governò solo la parte orientale delle Asturie, detta Asturias de Santillana, che si estendeva sino alla Cantabria, nella zona di Santillana del Mar.
Ma nel 932 il nuovo monarca del Leon, Ramiro II, che aveva sconfitto il fratello Alfonso IV secondo il Sampiri chronicon, invase le Asturie catturò Alfonso assieme ai suoi fratelli Ramiro e Ordoño, li fece imprigionare in León, assieme al fratello di Ramiro II, Alfonso IV e ordinò che tutti e quattro fossero accecati, come riporta anche la Storia della Bardulia e rinchiusi nel monastero di Ruiforco.
Alfonso Froilaz morì in monastero alcuni mesi dopo, nel 933.

## Discendenza
Di Alfonso Froilaz non si conosce né l'eventuale moglie, né alcuna discendenza.
Secondo alcuni autori, il futuro re del León, Ordoño IV era suo figlio.